# Estação Jacarezinho
Jacarezinho é uma estação de trem do Rio de Janeiro, localizada no bairro de mesmo nome da Zona Norte da capital fluminense.

## História
Vieira Fazenda foi aberta como apeadeiro da Estrada de Ferro Melhoramentos em 1 de novembro de 1895. Em 15 de fevereiro de 1908, o apeadeiro foi elevado à estação.
Em 1922, serviu também como estação da E. F. Rio d'Ouro, encampada no final dos anos de 1920 pela E. F. Central do Brasil, cuja linha operou até meados da década de 1960, quando foi desativada e parte de seu leito foi utilizada para a implantação da Linha 2 do Metrô do Rio de Janeiro.
Com a implantação de uma fábrica de lâmpadas e materiais elétricos da General Electric em Maria da Graça, nos arredores da Estação de Vieira Fazenda em 1919, a estação passa a receber operários da fábrica. Muitos deles resolvem se instalar nos arredores da fábrica que, sem vila operária, assiste a implantação de uma grande favela ao seu redor. Apesar do fechamento da fábrica em 1982, esse aglomerado urbano chamado de Jacarezinho (em virtude de ser situado numa pequena parte do bairro do Jacaré) continuou crescendo até obter o status oficial de bairro em 1992, desmembrando-se do bairro do Jacaré.
A Estação de Vieira Fazenda se tornou o centro do bairro, concentrando atividades comerciais informais no seu entorno e até mesmo dentro de suas instalações (com ambulantes pleiteando - sem sucesso - uma autorização legal para atuação dentro da estação em 1971).
Em 1998, após a concessionária SuperVia assumir os trens de subúrbio do Rio de Janeiro, a Estação de Vieira Fazenda foi rebatizada de Jacarezinho.
Com o tempo, o crime organizado instalou-se no bairro do Jacarezinho (que concentra uma das maiores favelas do Rio de Janeiro) e passou a interferir no funcionamento da estação, ora liberando à força as catracas da estação, ora fechando a estação. Apesar dos esforços das autoridades (que incluíram a instalação de uma Unidade de Polícia Pacificadora no bairro), o funcionamento da estação continua instável e irregular, com reflexos em todo do Ramal de Belford Roxo.

## Projeto
Em 2001, a SuperVia e o governo do estado do Rio de Janeiro apresentaram um projeto de reconstrução da Estação do Jacarezinho, que contaria com elevadores, escadas rolantes, cobertura das plataformas, novas salas técnicas, bilheterias, entre outras instalações, previstas para serem concluídas em meados de 2004. Apesar do projeto ter sido desenvolvido, a obra nunca saiu do papel. Em 2015, o governo do Rio afirmou que o projeto só poderá sair como parte de um amplo projeto de reurbanização da favela de Jacarezinho.